# 南部高原
南部高原（Southern Tablelands），是澳洲新南威尔士州的一个地区，位于堪培拉周围。该区西部为西南坡地地区，北为蓝山，南部为蒙埃罗（Monaro）地区，东部则为南海岸地区（有大分水岭分隔）。地区内地势平坦，有很多农牧场。